# Les Enfoirés au Grand Rex
Albums de Les Enfoirés
Les Enfoirés chantent Starmania
(1993) Les Enfoirés à l'Opéra-Comique
(1995)
Les Enfoirés au Grand Rex est le quatrième album tiré de la soirée des Enfoirés, sorti en 1994.

## Titres & interprètes
Le titre avec un astérisque n'est pas repris sur l'album.
| n° | Titre                                | Interprète(s)                                                      | Paroles                            | Musique                       | Interprète(s) original(aux)                                                                                     |
| -- | ------------------------------------ | ------------------------------------------------------------------ | ---------------------------------- | ----------------------------- | --- |
| 1  | La Chanson des Restos                | Patrick Bruel, Jean-Jacques Goldman, Alain Souchon et Muriel Robin | Jean-Jacques Goldman               | Jean-Jacques Goldman          | Nathalie Baye, Coluche, Catherine Deneuve, Michel Drucker, Jean-Jacques Goldman, Yves Montand et Michel Platini |
| 2  | Ella, elle l'a                       | France Gall et Francis Cabrel                                      | Michel Berger                      | Michel Berger                 | France Gall |
| 3  | Di doo dah                           | Jane Birkin et Charlotte Gainsbourg                                | Serge Gainsbourg                   | Serge Gainsbourg              | Jane Birkin |
| 4  | Foule sentimentale                   | Vanessa Paradis, Alain Souchon et Laurent Voulzy                   | Alain Souchon                      | Alain Souchon                 | Alain Souchon                                                                                                   |
| 5  | Oh! Happy days                       | Carole Fredericks, Florent Pagny et Les Chérubins de Sarcelles     | Anne Gregory                       | Edwin Hawkins                 | Edwin Hawkins Singers                                                                                           |
| 6  | Hier encore                          | Patrick Bruel et Charles Aznavour                                  | Charles Aznavour                   | Charles Aznavour              | Charles Aznavour                                                                                                |
| 7  | Là-bas                               | Jean-Jacques Goldman et Céline Dion                                | Jean-Jacques Goldman               | Jean-Jacques Goldman          | Jean-Jacques Goldman et Sirima                                                                                  |
| 8  | Cecilia                              | Michael Jones et Pow woW                                           | Paul Simon                         | Paul Simon                    | Simon and Garfunkel                                                                                             |
| 9  | Je voulais te dire que je t'attends* | Pierre Palmade                                                     | Pierre Grosz - Michel Jonasz       | Michel Jonasz                 | Michel Jonasz                                                                                                   |
| 10 | Les Crayons                          | Valérie Lemercier                                                  | Bourvil                            | Étienne Lorin                 | Bourvil |
| 11 | Sur la route de Memphis              | Renaud et Eddy Mitchell                                            | Tom T. Hall (adapt. Eddy Mitchell) | Tom T. Hall                   | Eddy Mitchell                                                                                                   |
| 12 | Tu dois tenir ma main                | Romane Bohringer et Jean-Louis Aubert                              | Jean-Louis Aubert                  | Jean-Louis Aubert             | Jean-Louis Aubert                                                                                               |
| 13 | Alors regarde                        | Jean-Jacques Goldman, Patrick Bruel et Catherine Lara              | Patrick Bruel                      | Patrick Bruel                 | Patrick Bruel                                                                                                   |
| 14 | Un autre monde                       | Les Enfoirés                                                       | Jean-Louis Aubert                  | Jean-Louis Aubert - Téléphone | Téléphone |
| 15 | La Chanson des Restos                | Les Enfoirés                                                       | Jean-Jacques Goldman               | Jean-Jacques Goldman          | Nathalie Baye, Coluche, Catherine Deneuve, Michel Drucker, Jean-Jacques Goldman, Yves Montand et Michel Platini |

## Artistes présents
Il y a 30 artistes présents cette année-là.
- Jean-Louis Aubert (première participation)
- Charles Aznavour (première participation)
- Emmanuelle Béart (première participation)
- Jane Birkin (première participation)
- Romane Bohringer (première participation)
- Patrick Bruel
- Francis Cabrel
- Marius Colucci (première participation)
- Céline Dion (première participation)
- Carole Fredericks
- Charlotte Gainsbourg (première participation)
- France Gall
- Jean-Jacques Goldman
- Michael Jones
- Catherine Lara (première participation)
- Yves Lecoq (première participation)
- Valérie Lemercier
- Mimie Mathy (première participation)
- Jean-Jacques Milteau
- Eddy Mitchell
- Florent Pagny
- Pierre Palmade
- Vanessa Paradis
- Paul Personne (première participation)
- Pow woW (Alain Chennevière, Ahmed Mouici, Pascal Periz, Bertrand Pierre) (première participation)
- Renaud
- Muriel Robin
- Alain Souchon (première participation)
- Patrick Timsit (première participation)
- Laurent Voulzy (première participation)

## Musiciens
- Basse, Arrangements & Direction d'Orchestre : Guy Delacroix
- Batterie : Laurent Faucheux
- Claviers : Jean-Yves D'Angelo
- Claviers & Accordéon : Jean-Yves Bikialo
- Guitares : Michel-Yves Kochmann
- Chœurs : Slim Batteux & Yvonne Jones
- Violons : Patrice Mondon, François Harmelle, Carole Saint-Michel, Christian Tetard, Yue Zhang
- Alto : Olivier Grimoin & Jean-Paul Minali-Bella
- Violoncelle : Nathalie Caron & Philippe Nadal
- Régisseur Cordes : Patrice Mondon
- Guitares additionnelles : Francis Cabrel, Michael Jones, Laurent Voulzy, Jean-Louis Aubert, Jean-Jacques Goldman, Patrick Bruel, Renaud & Paul Personne (Sur la route de Memphis)
- Flûte traversière (Je voulais te dire que je t'attends) : Patrick Bourgoin
- Harmonica (Sur la route de Memphis et Un autre monde) : Jean-Jacques Milteau

## Classements hebdomadaires
| Classement (1994) | Meilleure place |
| ----------------- | --------------- |
| France (SNEP)     | 11              |

## Certifications
| Pays          | Certification | Unités certifiées |
| ------------- | ------------- | ----------------- |
| France (SNEP) | 2 × Or        | 200 000           |